# Марко Месић (свештеник)
Марко Месић (око 1640 – 2. фебруар 1713) је био вођа устаника у Лици против турске власти у 17. веку.

## Биографија
Као брињски свештеник је четовао са Брињанима и Оточанима против Турака. После избијања Аустријско-турског рата у склопу Великог бечког рата (1683-1699), пребацио се из Равне котаре и дејствовао са тамошњим устаницима, а затим се вратио у Лику и Крбаву где је подигао народ на устанак против турске власти. Уз помоћ карловачких крајишника и устаника Стојана Јанковића, заузео је Нови 15. априла 1689. године, а потом и Билај и Рибник док су му се турске посаде у Вратну, Гребеници, Широкој Кули, Будаку и Перишићу предале без борбе. Заузимањем Удбинедовршио је ослобађање Лике и Крбаве. Године 1692. разбио је турски одред у Плочанском кланцу, а потом и други у долини Тужици код села Курјака који су продрли из Босне у Лику. На челу личких устаника садејствовао је 1697. године аустријским и крајишким трупама у нападу на Бихаћ и разбио турску колону између Крупе и Каменграда.